# Mathangwane
Mathangwane è un villaggio del Botswana situato nel distretto Centrale, sottodistretto di Tutume. Il villaggio, secondo il censimento del 2011, conta 5.075 abitanti.

## Località
Nel territorio del villaggio sono presenti le seguenti 9 località:
- Bokololo,
- Chawaje di 95 abitanti,
- Kgoronyane di 109 abitanti,
- Lobakwe di 6 abitanti,
- Mathangwane Lands di 202 abitanti,
- Mosu di 220 abitanti,
- Mphane di 108 abitanti,
- Mphatane di 120 abitanti,
- Thalogang di 48 abitanti